# Тобілевич-Левченко Ніна Митрофанівна
Тобіле́вич-Ле́вченко Ні́на Митрофа́нівна (нар. 19 (7) січня 1886, Сідлець (нині Польща) — † 10 жовтня 1971, Київ) — українська актриса, відома за виступами в трупі Товариства українських акторів Івана Мар'яненка, у Державному народному театрі Панаса Саксаганського. 

## Життєпис
Ніна Левченко працювала в трупі Товариства українських акторів під керівництвом І. Мар'яненка (з 1914).
Випадково зустрівшись з Панасом Саксаганським під час перебування у Варшаві 1903 року, згодом одружилася з ним, ставши «дружиною і другом вірним на все життя».
1918—1922 — працює у Державному народному театрі Панаса Саксаганського (1918—1922).
1922—1934 — гастролювала разом з чоловіком.
1934 року залишила сцену, щоб доглядати чоловіка.
Як спадкоємиця Панаса Саксаганського передала Міністерству культури УРСР квартиру для влаштування меморіального музею, а також особисті речі, меморіальні меблі та матеріали, що висвітлюють життєвий та творчий шлях театрала.

## Ролі
- Одарка («Дай серцю волю, заведе в неволю» Кропивницького)
- Евжені («Шельменко-денщик» Квітки-Основ'яненка)
- Ярина («Чумаки» Карпенка-Карого).